# Амапола (песня)
Едва сменит зной ночей прохлада,

Я здесь, под зелёной сенью сада.

Лети, как птица, эта серенада,

Помоги, улови эту песню любви.

  Амапола, цветок весны прекрасной.

  Дыхание ночей душистых мая.

  Разве можно не быть влюблённым страстно

  И жить, от страсти пылкой не сгорая?

  Амапола, как море в час рассвета,

  Любовь моя безбрежна и нежна,

  И надеждой чуть согрето

  Сердце ждёт на зов любви ответа.

Как мёд, уст твоих лобзанья пряны,

Как хмель, глаз твоих призывы пьяны.

Как жизнь, слова признанья всем желанны.

И снова хвалу я тебе здесь пою.
«Amapola» (с исп. — «Маковый цветок», используется также как испанское женское имя) — популярная песня в ритме румбы, написанная в 1920 году испанским композитором, родившемся в Кадисе, Хосе Мария Лакалье Гарсиа, который также написал испанский текст песни. Песня стала чрезвычайно популярной, её перевели на многие языки мира, включая русский и японский. В 1930-х песня стала эталоном репертуара румбы, а позже попала в чарты поп-музыки.  Пластинка 1941 года с оркестром Джимми Дорси была продана тиражом более 1 миллиона копий и, согласно Billboard, была самым большим хитом в Соединенных Штатах в течение 10 недель, что сделало её одним из 50 величайших хитов эпохи до рок-н-ролла.
Песню исполняли такие знаменитые певцы, как «три тенора», (Пласидо Доминго, Хосе Каррерас и Лучано Паваротти), Тито Скипа, Дина Дурбин, Бинг Кросби, Сара Монтьель, Дорис Дэй, Бенни Гудмен, Катерина Валенте, Карел Готт и многие другие. Её охотно включают в свой репертуар современные оперные и поп-исполнители, среди них Андреа Бочелли, Демис Руссос, Антонелла Руджеро и Ариэль Домбаль.

## Записи
Первое исполнение «Амаполы» было инструментальным, его записал в феврале 1923 года кубинский «Французский оркестр» А. Морено (Orquesta Francesa de A. Moreno) для Columbia Records. В 1925 годы испанский тенор Мигель Флета сделал первую вокальную запись. В 1935 году Lecuona Cuban Boys выпустили песню в виде сингла, записанного в 1935 году в Париже. Японская певица Норико Авая выпустила свою версию песни в 1937 году.
Особенно широкая популярность песни началась с записи в 1941 году оркестром Джимми Дорси с вокалистами Хелен О'Коннелл и Бобом Эберли;  она была выпущена Decca Records под каталожным номером 3629 и попала в чарты Billboard, где оставалась в течение 14 недель, достигнув №1. Эта версия запомнилась американским солдатам во время Второй мировой войны, когда они сражались на маковых полях Фландрии. Еще одна англоязычная версия для американского рынка была записана Спайком Джонсом и его City Slickers в характерном для его группы комическом стиле.
С момента первого появления «Амапола» была среди любимых записей оперных теноров, включая Тито Скипа (1926), Нино Мартини (1941), Жана Пирса (1950), Альфредо Крауса (1959) и Луиджи Альва (1963).
Тацуро Ямасита спела «Амаполу» «а капелла» в своем альбоме 1986 года On The Street Corner 2 . В 1990 году «Амапола» прозвучала на первом концерте «Трех теноров» в Риме.
Бинг Кросби записал эту песню трижды — сначала для своего альбома El Señor Bing (1960), затем для Bing Crosby's Treasury — The Songs I Love (1965) и, наконец, для своего альбома 1975 года Bingo Viejo .
Песня была записана инструментальными серф-рокерами The Spotnicks и включена в их дебютный альбом 1962 года The Spotnicks в Лондоне . Бразильский певец Роберто Карлос записал версию со своими португальскими текстами в 1964 году. В 2008 году гватемальская певица Габи Морено записала песню для своего дебютного альбома Still The Unknown. Рюичи Кавамура включил песню в свой альбом 2011 года The Voice, а Натали Коул — в свой альбом 2013 года Natalie Cole en Español. В 2016 году Брэдли Уолш записал песню для своего дебютного альбома Chasing Dreams.
В СССР русскую версию песни исполнял в 1950-е годы Михаил Александро́вич. Позднее песню записал Академический Ансамбль песни и пляски Российской Армии имени А. В. Александрова, охотно исполнял её и народный артист СССР Анатолий Соловьяненко.

## Фильмография
Дина Дурбин исполнила эту песню в фильме 1939 года «Первая любовь». Песня была исполнена Сарой Монтьель в фильме «La Bella Lola» (1962). В «Оловянной флейте» Габриэль Руа (1945 год) персонаж Эммануэль напевает «Амаполу». Оркестровая версия «Амаполы» под управлением Эннио Морриконе послужила лейтмотивом гангстерского фильма 1984 года «Однажды в Америке».
В исполнении Тино Росси мелодия песни звучит в российском фильме «Жених из Майами».